# King’s Park (Stadtteil von Stirling)

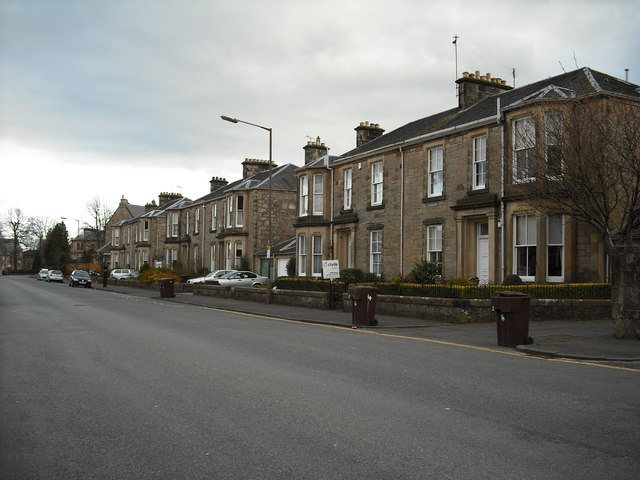
Wohnhäuser in King’s Park

King’s Park ist der südwestliche Bereich von Stirling in Schottland, der eine der 42 Community Council Areas (CCA) der übergeordneten Verwaltungsebene (Council Area) bildet. Den nordwestlichen Teil bildet eine namensgebende Parkanlage, den südöstlichen, wo die CCA bis an die A9 reicht, ein größeres Wohngebiet, das auch Verwaltungsgebäude, ein Museum, zwei Kirchen sowie zahlreiche Ladengeschäfte umfasst. Angrenzende CCAs sind, beginnend im Norden und dann im Uhrzeigersinn, Mercat Cross and City Centre, Braehead and Broomridge, Torbrex, Cambusbarron und Raploch. Beim Zensus 2011 wurde festgestellt, dass 2317 Einwohner auf den 2 Quadratkilometern lebten.